# The Elders
The Elders (en català Els Grans) és una organització no governamental internacional de notòries figures públiques com ara estadistes, activistes de la pau i defensors de drets humans, aplegats per Nelson Mandela el 2007. Es defineixen com a "líders mundials independents que treballen junts per la pau i els drets humans". L'objectiu que Mandela va establir per a The Elders era utilitzar els seus "gairebé 1.000 anys d'experiència col·lectiva" per treballar solucions per a problemes aparentment insalvables com ara el canvi climàtic, la SIDA, i la pobresa, així com "utilitzar la seva independència política per ajudar a resoldre alguns dels conflictes de grup més conflictius del món".

## Història
The Elders està presidida per Kofi Annan i consta de nou Elders i quatre Elders emèrits. Desmond Tutu fou durant sis anys el seu president abans de renunciar al maig de 2013, i segueix sent un Elder emèrit.
El grup fou iniciat per Richard Branson i el músic i activista dels drets humans Peter Gabriel, juntament amb l'activista anti-apartheid i l'expresident de Sud-àfrica, Nelson Mandela. Mandela va anunciar el 18 de juliol de 2007 la formació del grup en el seu vuitanta novè aniversari a Johannesburg, Sud-àfrica.
En la cerimònia de presentació, es va deixar una cadira buida a l'escenari per a Aung San Suu Kyi, l'activista dels drets humans que en aquell moment era presonera política a Birmània / Myanmar. Present en aquesta cerimònia també hi estigueren Kofi Annan, Jimmy Carter, Graça Machel, Nelson Mandela, Mary Robinson, Desmond Tutu, Muhammad Yunus, i Li Zhaoxing. Entre els membres que no estigueren presents hi havia Ela Bhatt, Gro Harlem Brundtland, Lakhdar Brahimi, i Fernando Henrique Cardoso. Martti Ahtisaari es va unir a The Elders al setembre del 2009, Hina Jilani i Ernesto Zedillo al juliol del 2013, i Ricardo Lagos el juny de 2016. El juny de 2017, l'exsecretari general de l'ONU Ban Ki-moon també es va unir al grup.
The Elders està finançada per un grup de donants que són nomenats al consell assessor.

## Membres

### The Elders
1. Martti Ahtisaari, antic president de Finlàndia, guanyador del premi Nobel de la Pau
2. Lakhdar Brahimi, antic ministre d'Afers Exteriors d'Algèria i enviat de les Nacions Unides
3. Gro Harlem Brundtland (vicepresident), exprimer ministre de Noruega i exdirector general de l'Organització Mundial de la Salut
4. Hina Jilani, defensora internacional dels drets humans del Pakistan
5. Graça Machel, exministra d'Educació de Moçambic, president de la Fundació per al Desenvolupament Comunitari, vídua de Samora Machel i vídua de Nelson Mandela
6. Mary Robinson, expresident d'Irlanda i ex Alta Comissionada de les Nacions Unides per als Drets Humans
7. Ernesto Zedillo, antic president de Mèxic
8. Ricardo Lagos, antic president de Xile
9. Ban Ki-moon, ex Secretari General de les Nacions Unides

### Eldersemèrits
1. Desmond Tutu, Arquebisbe Emèrit de Ciutat del Cap, antic arquebisbe de l'Església Anglicana de l'Àfrica Meridional i antic president de la Comissió de la Veritat i la Reconciliació de Sud-àfrica, guanyador del Premi Nobel de la Pau
2. Jimmy Carter, antic president dels Estats Units, Premi Nobel de la Pau
3. Fernando Henrique Cardoso, antic President del Brasil
4. Ela Bhatt, fundadora de l'Associació de dones autònomes de l'Índia

### AnticsElders
- Nelson Mandela, premi Nobel de la Pau i expresident de Sud-àfrica, va ser el fundador de The Elders.
- Muhammad Yunus, fundador del Grameen Bank, pioner del microcrèdit i guanyador del Premi Nobel de la Pau, és un antic Elder. Yunus es va retirar com a membre de The Elders al setembre de 2009, afirmant que no va podia justícia a la seva pertinença al grup a causa de les demandes de la seva feina.[10]
- La líder de l'oposició de Myanmar i premi Nobel de la Pau Aung San Suu Kyi és una antiga Elder honorària. Durant el seu període sota arrest domiciliari, els Elders van mantenir una cadira buida a cadascuna de les seves reunions, per marcar la seva solidaritat amb Suu Kyi i altres presos polítics de Birmania / Myanmar. En línia amb el requisit que els membres de The Elders no tinguin càrrecs públics, Suu Kyi va abandonar el càrrec d'Elder honorari després de la seva elecció al Parlament l'1 d'abril del 2012.[11]
- Li Zhaoxing, exministre d'Afers Exteriors de la República Popular de la Xina, va assistir a la presentació.[12]
- Kofi Annan, ex-Secretari General de les Nacions Unides de les Nacions Unides, premi Nobel de la Pau

### Donants i equip
El treball de The Elders està coordinat i recolzat per un petit equip amb seu a Londres. L'equip està dirigit per David Nussbaum, que va ser nomenat director executiu (CEO) a l'octubre de 2016.
The Elders són finançats de forma independent per un grup de donants, que també formen el Consell Consultiu de The Elders: Richard Branson i Jean Oelwang (Virgin Unite), Peter Gabriel (The Peter Gabriel Foundation), Kathy Bushkin Calvin (Fundació de les Nacions Unides), Jeremy Coller i Lulit Solomon (Fundació J Coller), Randy Newcomb i Pam Omidyar (Humanity United) Jeffrey Skoll i Sally Osberg (Fundació Skoll), Amy Towers (The Nduna Foundation), Jeff Towers (Jeffrey Towers and Associates), i Marieke van Schaik (Nationale Postcode Loterij). Mabel van Oranje, exdirectora general de The Elders, es troba en el consell assessor en qualitat de presidenta del Comitè Assessor de "Girls Not Brides".
The Elders publiquen informes anuals que detallen l'activitat d'ingressos i despeses de l'organització.